# Gloeospermum sphaerocarpum
Gloeospermum sphaerocarpum är en violväxtart som beskrevs av José Jéronimo Triana och Planch.. Gloeospermum sphaerocarpum ingår i släktet Gloeospermum och familjen violväxter. Inga underarter finns listade i Catalogue of Life.